# Shorea dyeri
Shorea dyeri är en tvåhjärtbladig växtart som beskrevs av Thw. och Henry Trimen. Shorea dyeri ingår i släktet Shorea och familjen Dipterocarpaceae. Inga underarter finns listade i Catalogue of Life.